# Уан-Гранд-Сентрал-Плейс
Уа́н-Гранд-Се́нтрал-Плейс (англ. One Grand Central Place) — небоскрёб в Мидтауне Манхэттена. Фасады здания выходят на 41-ю и 42-ю улицы.
Небоскрёб был спроектирован архитектором Джеймсом Карпентером младшим (англ.). Здание было возведено в 1930 году. На его месте прежде находились офисы банка Lincoln National Bank и компании Lincoln Storage Company. Первое название небоскрёба было им созвучно: Линкольн-билдинг (англ. Lincoln Building). Спустя 79 лет, в 2009 году, здание было переименовано в Уан-Гранд-Сентрал-Плейс по находящемуся напротив Центральному вокзалу (англ. Grand Central). В конце 2000-х годов в здании была проведена реконструкция стоимостью 85 млн $. В 2007 году небоскрёб получил премию ассоциации BOMA.
Высота небоскрёба составляет 205 м, в нём насчитывается 55 этажей, а совокупная площадь помещений — около 108 000 м².

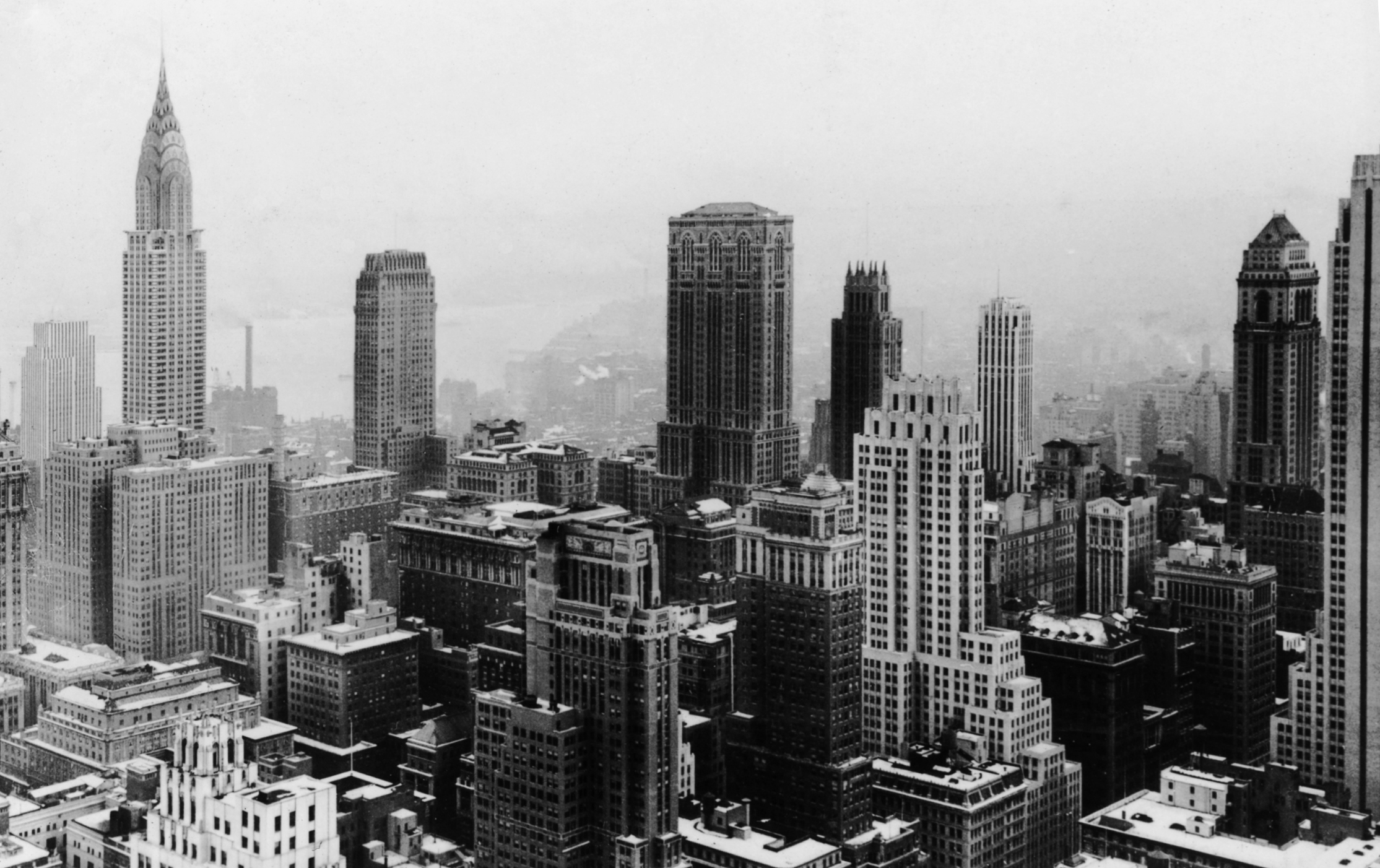
Небоскрёб (по центру) в декабре 1936 года
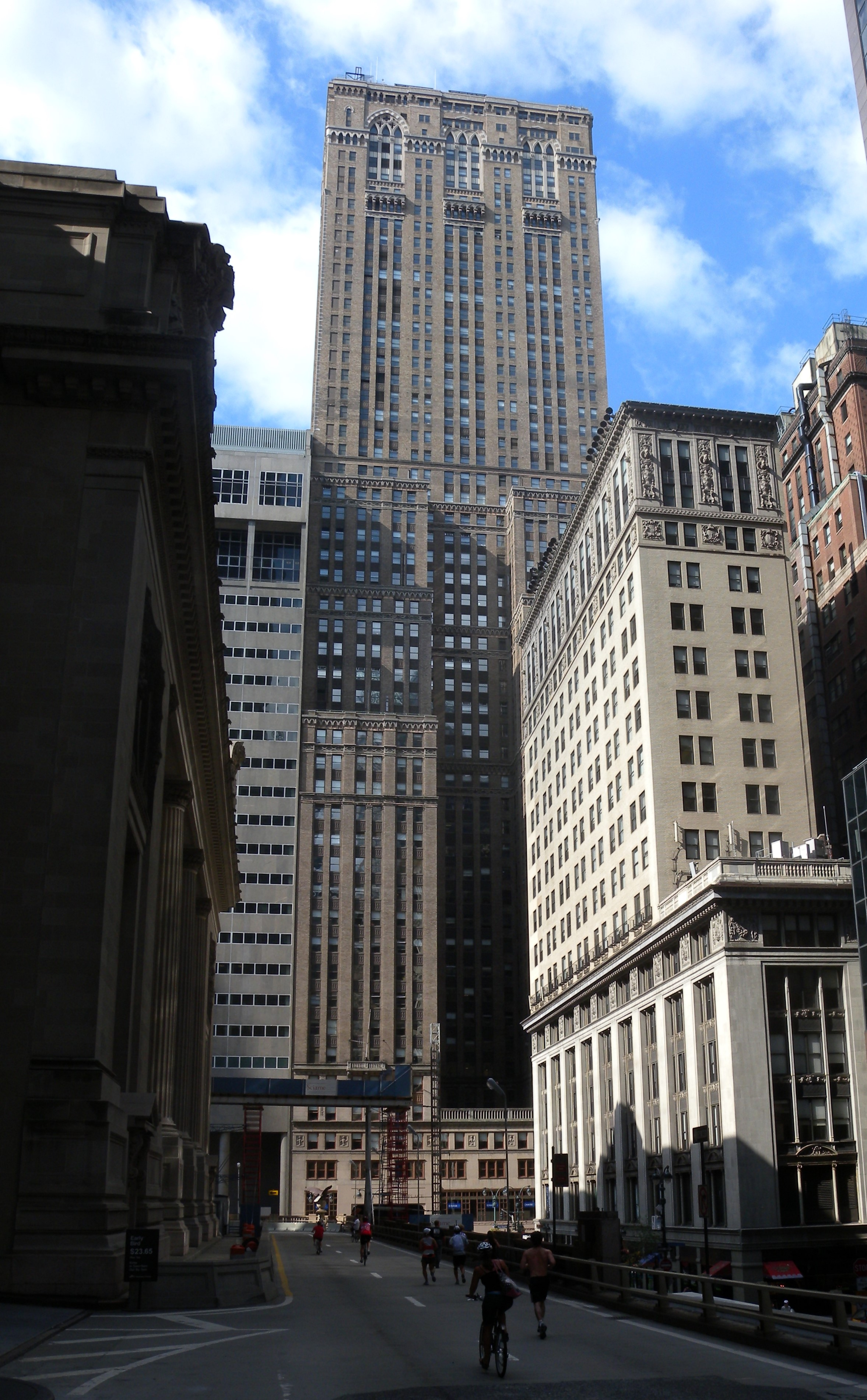
В августе 2010 года